# Saaristoa nipponica
Saaristoa nipponica is een spinnensoort in de taxonomische indeling van de hangmatspinnen (Linyphiidae).
Het dier behoort tot het geslacht Saaristoa. De wetenschappelijke naam van de soort werd voor het eerst geldig gepubliceerd in 1984 door Kendo Saito.